# A Reality Tour (album)
A Reality Tour è un album dal vivo del cantautore rock britannico David Bowie, pubblicato il 25 gennaio 2010 dalle etichette discografiche Iso, Columbia e Legacy.
L'album contiene le performance registrate il 22 ed il 23 novembre del 2003 a Dublino, nell'ambito dell'A Reality Tour. Si tratta dell'esatta versione audio del concerto, se si escludono tre tracce bonus; su iTunes sono state rese disponibili due ulteriori bonus track.

## Tracce
CD (Epic 88697588272 (Sony) / EAN 0886975882724)
CD1
Testi e musiche di David Bowie tranne dove indicato.
1. Rebel Rebel – 3:30
2. New Killer Star – 4:59
3. Reality – 5:08
4. Fame – 4:12 (David Bowie, John Lennon, Carlos Alomar)
5. Cactus – 3:01 (Black Francis)
6. Sister Midnight – 4:37 (David Bowie, Carlos Alomar, Iggy Pop)
7. Afraid – 3:28
8. All the Young Dudes – 3:48
9. Be My Wife – 3:15
10. The Loneliest Guy – 3:58
11. The Man Who Sold the World – 4:18
12. Fantastic Voyage – 3:13 (David Bowie, Brian Eno)
13. Hallo Spaceboy – 5:27 (David Bowie, Brian Eno)
14. Sunday – 7:56
15. Under Pressure – 4:18 (David Bowie, Freddie Mercury, John Deacon, Brian May, Roger Taylor)
16. Life on Mars? – 4:40
17. Battle for Britain (The Letter) – 4:55 (David Bowie, Reeves Gabrels, Mark Plati)

Durata totale: 74:43
CD2
Testi e musiche di David Bowie tranne dove indicato.
1. Ashes to Ashes – 5:46
2. The Motel – 5:44
3. Loving the Alien – 5:17
4. Never Get Old – 4:18
5. Changes – 3:51
6. I'm Afraid of Americans – 5:17 (David Bowie, Brian Eno)
7. Heroes – 6:58 (David Bowie, Brian Eno)
8. Bring Me the Disco King – 7:56
9. Slip Away – 5:56
10. Heathen (The Rays) – 6:24
11. Five Years – 4:19
12. Hang On to Yourself – 2:50
13. Ziggy Stardust – 3:44
14. Fall Dog Bombs the Moon ((Bonus track)) – 4:11
15. Breaking Glass ((Bonus track)) – 2:27 (David Bowie, Dennis Davis, George Murray)
16. China Girl ((Bonus track)) – 4:18 (David Bowie, Iggy Pop)

Durata totale: 79:16

## Classifiche
| Classifica (2010) | Posizione raggiunta |
| ----------------- | ------------------- |
| Belgio (Vallonia) | 18                  |
| Portogallo        | 24                  |
| Belgio (Fiandre)  | 27                  |
| Irlanda           | 33                  |
| Grecia            | 34                  |
| Svezia            | 56                  |
| Paesi Bassi       | 57                  |
| Francia           | 66                  |
| Austria           | 69                  |
| Svizzera          | 71                  |

## Formazione
- David Bowie - voce, chitarra, stilofono, armonica
- Earl Slick - chitarra
- Gerry Leonard - chitarra
- Gail Ann Dorsey - basso, voce
- Sterling Campbell - percussioni
- Mike Garson - tastiera, pianoforte
- Catherine Russell - tastiera, percussioni, chitarra acustica, voce